# Puig Gros (Bescanó)
El Puig Gros és una muntanya de 326 metres que es troba al municipi de Bescanó, a la comarca del Gironès.